# Staurocladia acuminata
Staurocladia acuminata is een hydroïdpoliep uit de familie Cladonematidae. De poliep komt uit het geslacht Staurocladia. Staurocladia acuminata werd in 1930 voor het eerst wetenschappelijk beschreven door Edmonson. 